# 26 juli
26 juli is de 207de dag van het jaar (208ste dag in een schrikkeljaar) in de gregoriaanse kalender. Hierna volgen nog 158 dagen tot het einde van het jaar.

## Gebeurtenissen
- Algemeen
  - 1184 - Bij het latrine-incident van Erfurt komen mogelijk zo'n zestig mensen om het leven.
  - 1426 - Adolf II van Nassau-Wiesbaden-Idstein wordt opgevolgd door zijn zoon Johan.
  - 1956 - Het schip Andrea Doria zinkt in de vroege ochtend in de kustlijn van New York nadat het de avond ervoor in botsing is gekomen met een ander schip.
  - 1958 - Als negenjarige prins wordt Charles tot Prins van Wales benoemd.
  - 1963 - Een hevige aardbeving treft de Zuidslavische stad Skopje.
  - 1977 - De dertienjarige David Morgan zwemt van Dover naar Calais.
  - 1997 - Tijdens een vliegshow in het Belgische Oostende stort een stuntvliegtuig neer. De Jordaanse piloot en acht toeschouwers komen om het leven.
  - 2023 - Op de Noordzee dicht bij het Nederlandse waddeneiland Ameland woedt een zware brand op het vrachtschip Fremantle Highway met aan boord zo'n 3800 auto's, waarvan bijna 500 elektrisch. Van de 23 bemanningsleden verongelukt er één. Er bestaat gevaar voor een milieuramp.[1]

- Criminaliteit en veiligheid
  - 1994 - De Italiaanse justitie vaardigt een arrestatiebevel uit tegen Paolo Berlusconi, een broer van de Italiaanse premier Silvio Berlusconi, op verdenking van betrokkenheid bij de betaling van steekpenningen.
  - 2005 - De moordenaar van Theo van Gogh, moslimextremist Mohammed B. wordt veroordeeld tot een levenslange gevangenisstraf.
  - 2023 - Een jury van een rechtbank in Londen (Verenigd Koninkrijk) spreekt acteur Kevin Spacey vrij van een reeks aanklachten van seksueel grensoverschrijdend gedrag.[2]

- Kunst en cultuur
  - 1887 - Het eerste Esperantoboek komt uit. De verwachting is dat binnen 100 jaar de hele wereld deze taal spreekt.

- Oorlog
  - 1783 - Het eerste exercitiegenootschap De Vrijheid te Dordrecht opgericht. De Patriotten wilden de oude vrijheid heroveren op de Oranjes.
  - 1909 - In Catalonië begint de Tragische week, een opstand die hardhandig wordt neergeslagen.
  - 1920 - Frankrijk trekt de hoofdstad van Syrië binnen om Feisal te verdrijven.
  - 1950 - Het Koninklijk Nederlandsch-Indisch Leger (KNIL) wordt ontbonden.
  - 1951 - De staat van oorlog tussen Nederland en Duitsland wordt beëindigd.
  - 2016 - De leider van terreurbeweging Islamitische Staat in Afghanistan en Pakistan, Hafiz Saeed Khan, wordt in Kot gedood door een Amerikaanse drone.
  - 2016 - Bij een militaire basis van de Afrikaanse Unie in de Somalische hoofdstad Mogadishu komen minstens dertien mensen om het leven bij twee bomaanslagen, die worden opgeëist door terreurorganisatie Al-Shabaab.

- Politiek
  - 1581 - Plakkaat van Verlatinghe wordt getekend, waarin een aantal provinciën van de Habsburgse Nederlanden Filips II afzetten als hun heerser. Het Plakkaat geldt als de onafhankelijkheidsverklaring van de Republiek der Zeven Verenigde Nederlanden.
  - 1847 - Liberia wordt onafhankelijk.
  - 1953 - Fidel Castro, Cubaanse revolutionair valt de Moncadakazerne aan, en lost daarmee het startschot voor de Cubaanse Revolutie.
  - 1956 - De Egyptische president Nasser nationaliseert het Suezkanaal, dat tot dan toe onder het beheer van Frankrijk en Engeland viel.
  - 1965 - De Malediven worden onafhankelijk van het Verenigd Koninkrijk.
  - 2023 - Bij een staatsgreep in Niger wordt de democratisch verkozen president Mohamed Bazoum uit zijn ambt gezet door militairen. Bazoum wordt vervangen door generaal Abdourahamane Tchiani. Westerse landen en de Verenigde Naties veroordelen de staatsgreep.[3][4]

- Religie
  - 1947 - Benoeming van Antonius Hanssen tot bisschop-coadjutor met recht van opvolging van Roermond in Nederland.

- Sport
  - 1948 - Het Luxemburgs voetbalelftal behaalt de grootste overwinning uit zijn geschiedenis door Afghanistan bij de Olympische Spelen met 6-0 te verslaan.
  - 1987 - De Ierse wielrenner Stephen Roche wint de Ronde van Frankrijk.
  - 1992 - Miguel Indurain wint de 79ste editie van de Ronde van Frankrijk. Het is de tweede eindoverwinning op rij voor de Spaanse wielrenner.
  - 1999 - Patrick Rafter lost Andre Agassi na drie weken af als nummer één op de wereldranglijst der tennisprofessionals; de Australiër moet die positie al na één week weer afstaan aan Agassi's landgenoot Pete Sampras.
  - 2003 - Ian Crocker verbetert bij de wereldkampioenschappen langebaan (50 meter) in Barcelona het wereldrecord op de 100 meter vlinderslag tot 50,98. Het oude record (51,47) was een dag eerder gezwommen door zijn Amerikaanse collega en landgenoot Michael Phelps.
  - 2007 - Zwarte dag in de Tour de France: Michael Rasmussen, koploper en drager van de gele trui, moet na een leugen over zijn verblijfplaats de ronde verlaten.
  - 2009 - Het Mexicaans voetbalelftal  wint de tiende editie van de CONCACAF Gold Cup door in de finale de Verenigde Staten met 5-0 te verslaan.
  - 2011 - Opening van het Stade du Hainaut in de Franse stad Valenciennes.
  - 2015 - Michael van Gerwen wint als eerste Nederlander de World Matchplay (darts).
  - 2015 - De Brit Chris Froome wint de Ronde van Frankrijk 2015, zijn tweede zege van een Tour de France. In Parijs won de Duitser André Greipel zijn vierde etappe. Robert Gesink en Bauke Mollema eindigden verdienstelijk zesde en zevende.
  - 2020 - De Belg Dimitri Van den Bergh wint zijn eerste grote darttoernooi namelijk World Matchplay, zonder publiek in verband met coronamaatregelen.

- Wetenschap en technologie
  - 1895 - Huwelijk van Marie Sklodowska en Pierre Curie.
  - 1925 - De Belg André Massaux vestigt een nieuw wereldrecord zweefvliegen (duurvlucht) door 10 uur en 41 minuten in de lucht te blijven.
  - 2005 - Lancering van spaceshuttle Discovery vanaf Kennedy Space Center voor missie STS-114 naar het ISS ruim 2 jaar na het ongeluk met spaceshuttle Columbia. Enkele seconden na lancering komt een grote vogel in botsing met de externe brandstoftank en enkele minuten later wordt de rechtervleugel geraakt door een afgebroken stuk isolatieschuim. De incidenten veroorzaken geen schade.[5]

## Geboren

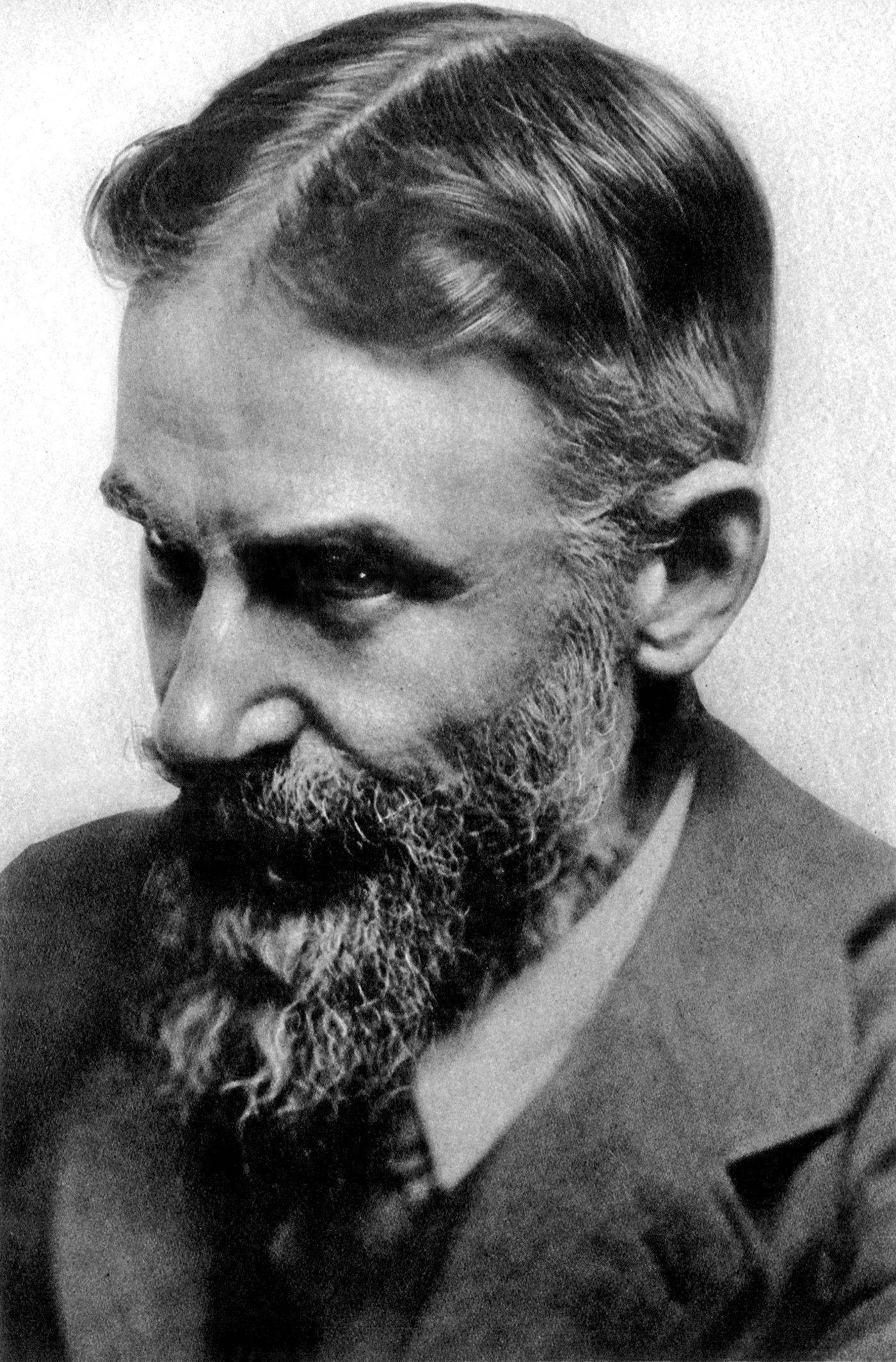
George Bernard Shaw
geboren in 1856

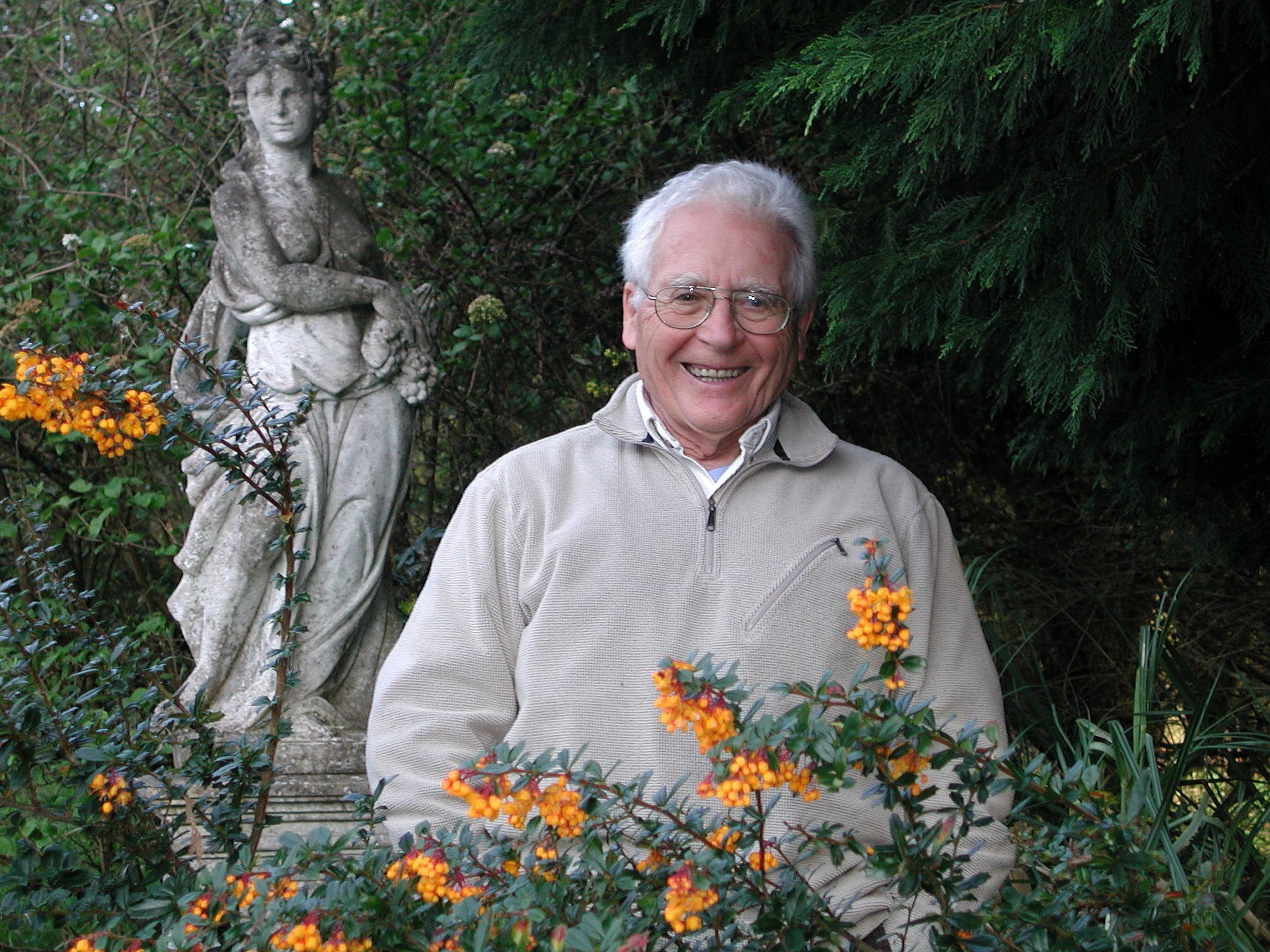
James Lovelock
geboren in 1919

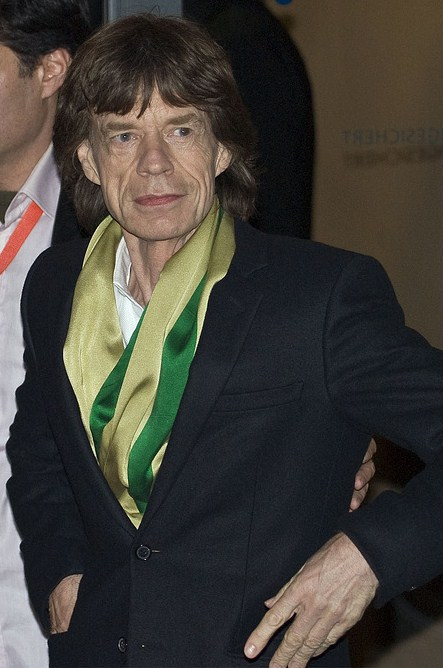
Mick Jagger
geboren in 1943

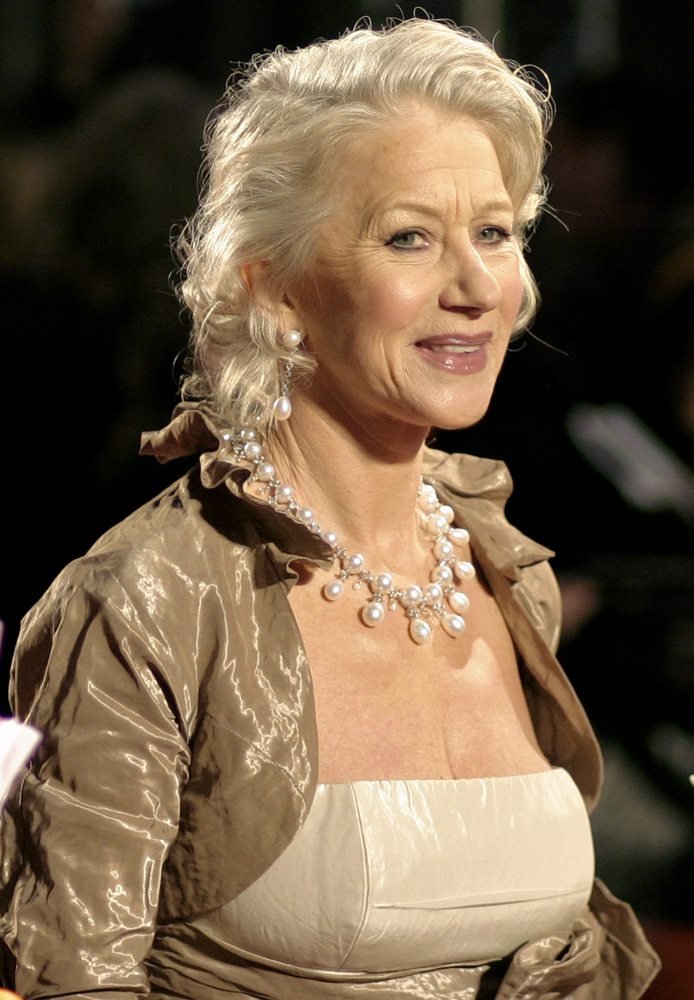
Helen Mirren
geboren in 1945

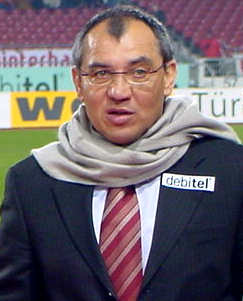
Felix Magath
geboren in 1953

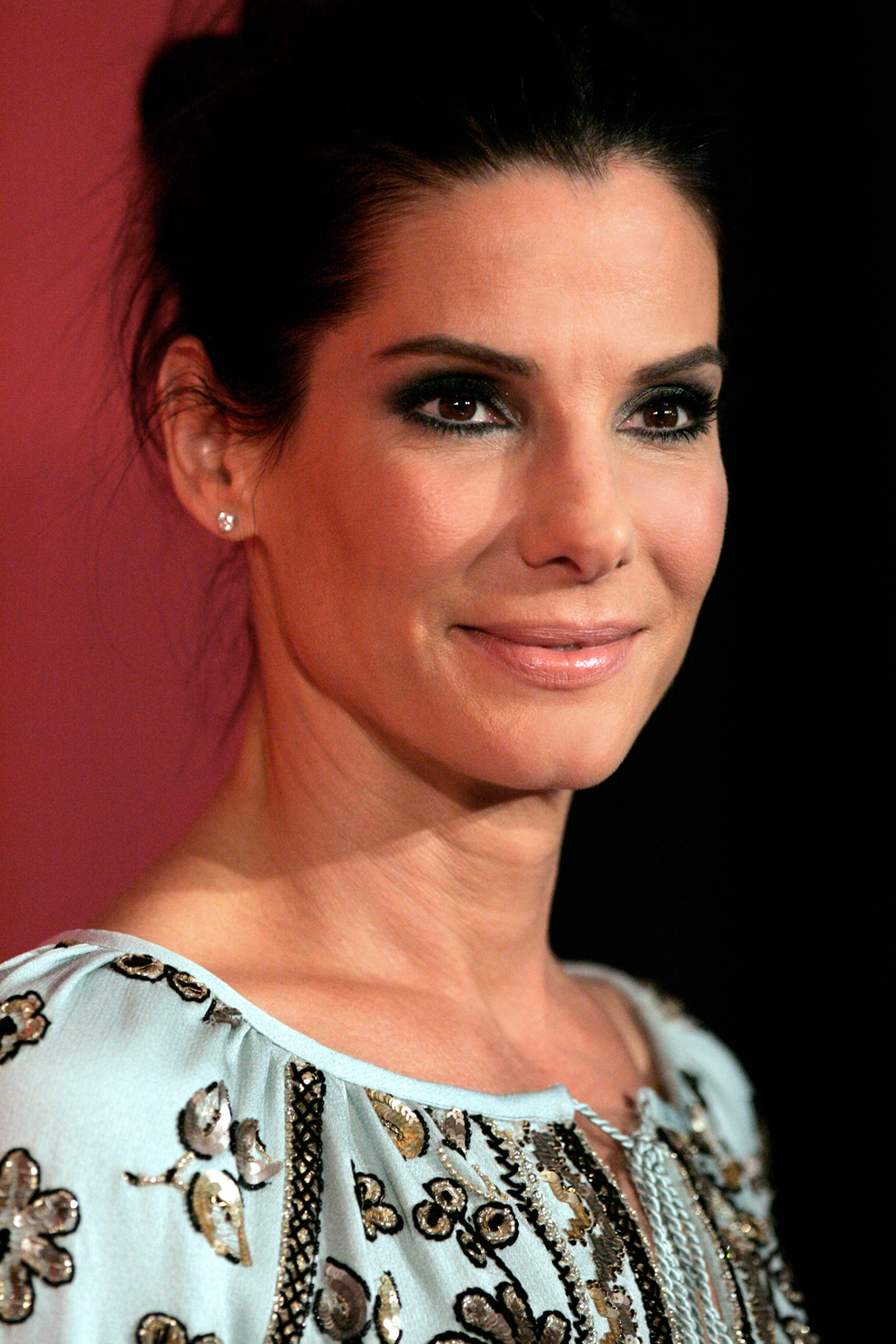
Sandra Bullock
geboren in 1964

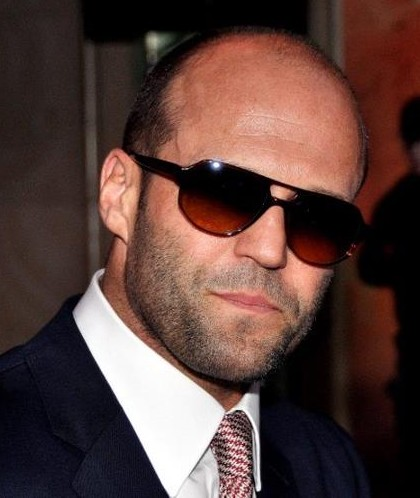
Jason Statham
geboren in 1967

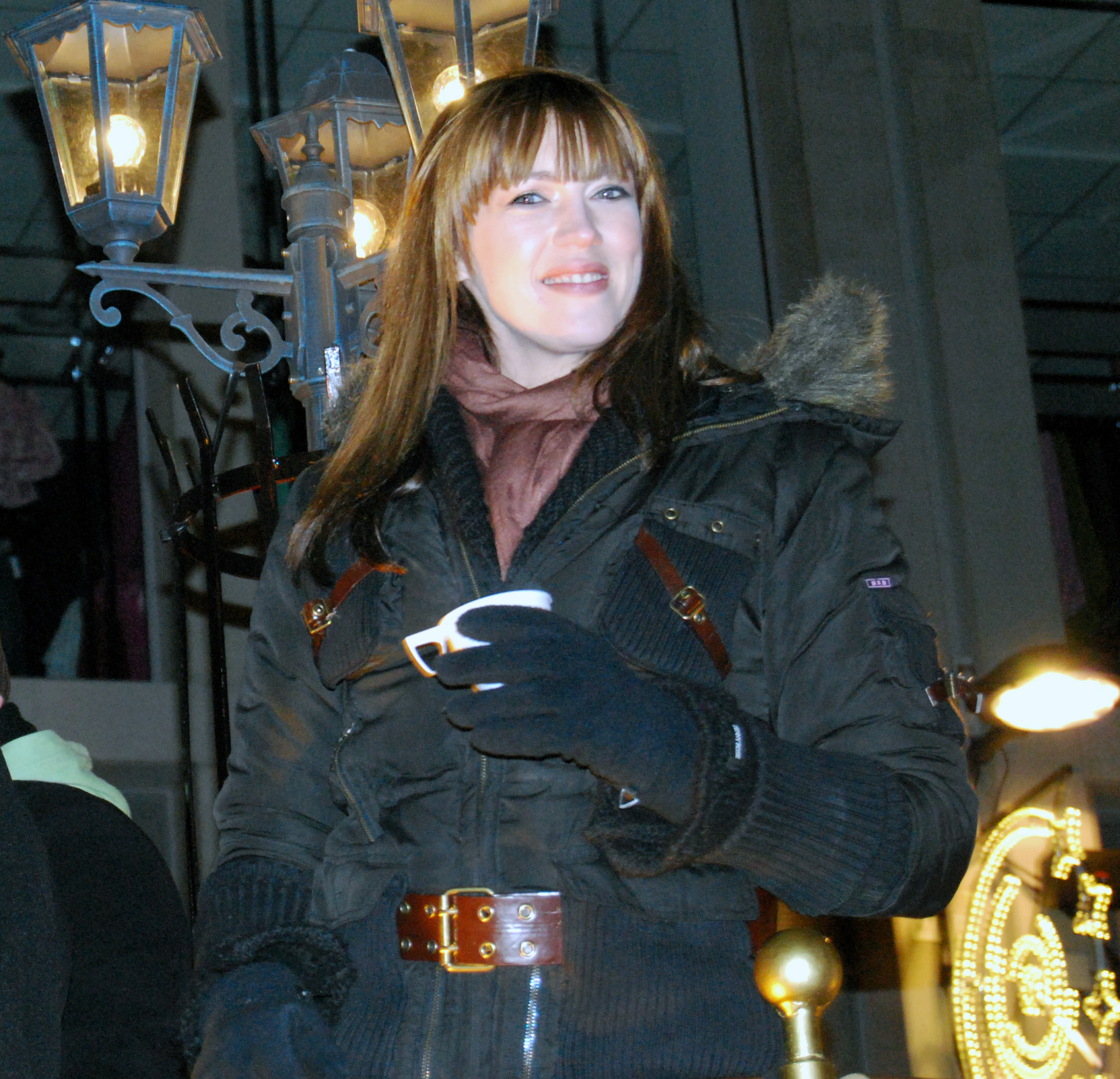
Kelly Pfaff
geboren in 1977

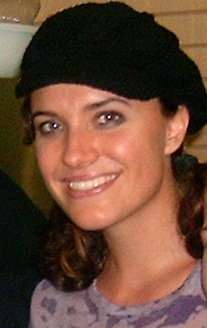
Rebecca St. James
geboren in 1977

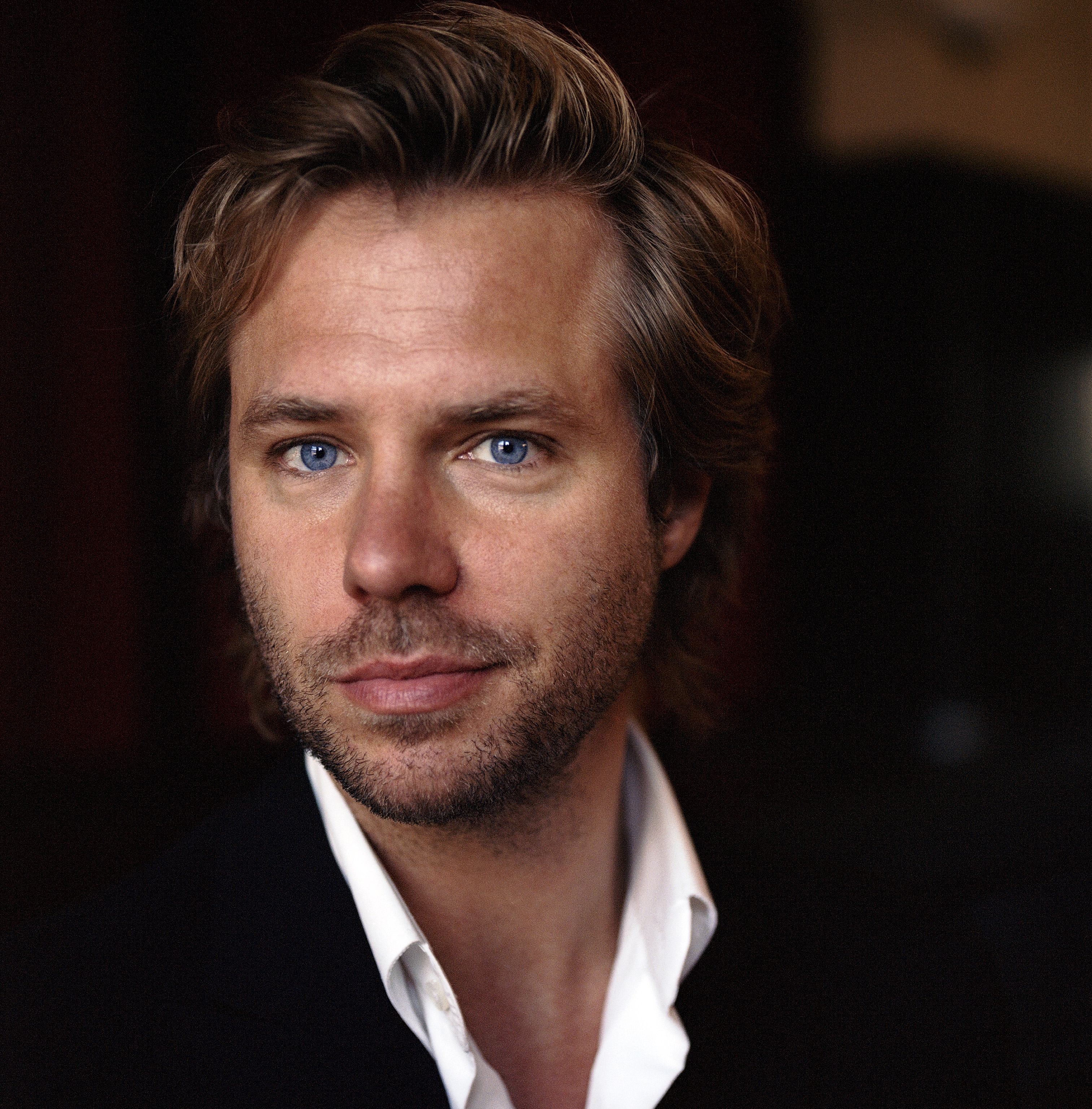
Thijs Römer
geboren in 1978

- 1436 - Sigismund van Beieren, Hertog van Beieren-München (overleden 1501)
- 1739 - George Clinton, Amerikaans politicus (overleden 1812)
- 1782 - John Field, Iers pianist en componist (overleden 1837)
- 1791 - Franz Xaver Wolfgang Mozart, Oostenrijks pianist, componist en dirigent (overleden 1844)
- 1820 - Maria Severa, Portugees fadozangeres (overleden 1846)
- 1829 - Auguste Beernaert, Belgisch politicus, pacifist en Nobelprijswinnaar (overleden 1912)
- 1853 - Gaetano de Lai, Italiaans curiekardinaal (overleden 1928)
- 1856 - George Bernard Shaw, Iers toneelschrijver en -criticus (overleden 1950)
- 1863 - Jāzeps Vītols, Lets componist (overleden 1948)
- 1866 - George Barr McCutcheon, Amerikaans schrijver (overleden 1928)
- 1873 - Pierre Nolf, Belgisch wetenschapper en politicus (overleden 1953)
- 1874 - Serge Koussevitzky, Russisch dirigent (overleden 1951)
- 1875 - Carl Gustav Jung, Zwitsers psychiater en psycholoog (overleden 1961)
- 1884 - Guillaume Lemmens, Nederlands bisschop van Roermond (overleden 1960)
- 1887 - Karl Ansén, Zweeds voetballer (overleden 1959)
- 1893 - George Grosz, Duits kunstschilder (overleden 1959)
- 1894 - Bo Ekelund, Zweeds atleet (overleden 1983)
- 1894 - Aldous Huxley, Engels-Amerikaans schrijver, essayist en dichter (overleden 1963)
- 1896 - Tim Birkin, Brits autocoureur (overleden 1933)
- 1896 - Agnes Nolte, Nederlands docente en politica (overleden 1976)
- 1900 - Ernst von Bönninghausen, Nederlands jonkheer, jurist en nationaalsocialistisch politicus (overleden 1973)
- 1902 - Gracie Allen, Amerikaans actrice (overleden 1964)
- 1905 - Louis Doedel, Surinaams vakbondsleider (overleden 1980)
- 1907 - Jef Demuysere, Belgisch wielrenner (overleden 1969)
- 1908 - Corrado Ursi, Italiaans kardinaal-aartsbisschop van Napels (overleden 2003)
- 1912 - Vivian Vance, Amerikaans televisie- en theateractrice (overleden 1979)
- 1913 - Piet Zwanenburg, Nederlands schaatscoach (overleden 2004)
- 1915 - Pattabhi Jois, Indiaas yogaleraar (overleden 2009)
- 1915 - Adolpho Milman (Russo), Russisch-Braziliaans voetballer (overleden 1980)
- 1916 - Sylvio Pirillo, Braziliaans voetballer (overleden 1991)
- 1917 - José de Almeida Batista Pereira, Braziliaans bisschop (overleden 2009)
- 1917 - Samuël Swarts, Nederlands verzetsstrijder (overleden 1944)
- 1919 - Angelo Felici, Italiaans nuntius in Nederland en curiekardinaal (overleden 2007)
- 1919 - James Lovelock, Brits bioloog, onafhankelijk onderzoeker en milieubeschermer (overleden 2022)
- 1920 - Bob Davidse, Belgisch televisiepresentator (overleden 2010)
- 1921 - Olavi Laaksonen, Fins voetballer en voetbalcoach (overleden 2004)
- 1922 - Blake Edwards, Amerikaans televisie- en filmregisseur van onder meer The Pink Panther-films (overleden 2010)
- 1922 - Jason Robards, Amerikaans acteur (overleden 2000)
- 1923 - Gerrit de Boer, Nederlands verzetsstrijder (overleden 1944)
- 1924 - Louie Bellson, Amerikaans jazzdrummer (overleden 2009)
- 1926 - James Best, Amerikaans acteur (overleden 2015)
- 1928 - Don Beauman, Brits autocoureur (overleden 1955)
- 1928 - Francesco Cossiga, Italiaans politicus (achtste president van Italië) (overleden 2010)
- 1928 - Elliott Erwitt, Amerikaans fotograaf (overleden 2023)
- 1928 - Joe Jackson, Amerikaans artiestenmanager (overleden 2018)
- 1928 - Stanley Kubrick, Amerikaans filmregisseur (overleden 1999)
- 1929 - Paul Sjak Shie, Surinaams politicus en rechtsgeleerde (overleden 2006)
- 1929 - Alexis Weissenberg, Bulgaars pianist (overleden 2012)
- 1931 - Takashi Ono, Japans turner
- 1931 - Telê Santana, Braziliaans voetballer en voetbalcoach (overleden 2006)
- 1932 - Zvonimir Janko, Kroatisch wiskundige (overleden 2022)
- 1932 - Jan T. Bremer, Nederlands geograaf, historicus, docent en publicist (overleden 2023)
- 1933 - Edmund Phelps, Amerikaans econoom, winnaar van Nobelprijs voor economie in 2006
- 1936 - Alex Cassiers, Belgisch acteur (overleden 2012)
- 1936 - Nico ter Linden, Nederlands predikant (overleden 2018)
- 1936 - Mary Millar, Brits actrice en zangeres (overleden 1998)
- 1936 - Ronald Thielman, Amerikaans componist, trombonist en muziekpedagoog
- 1937 - Clifton Jones, Jamaicaans acteur (overleden 2025)
- 1938 - Alberto Fujimori, Peruaans politicus (overleden 2024)
- 1938 - Martin Koeman, Nederlands voetballer (overleden 2013)
- 1940 - Brigitte Hamann, Duits-Oostenrijks historica en journaliste (overleden 2006)
- 1940 - Dobie Gray, Amerikaans zanger en acteur (overleden 2011)
- 1940 - Jean-Luc Nancy, Frans filosoof (overleden 2021)
- 1940 - Walter Van der Plaetsen, Belgisch politicus (overleden 2024)
- 1941 - Hans Gualthérie van Weezel, Nederlands politicus
- 1941- Brenton Wood, Amerikaans zanger en songwriter (overleden 2025)
- 1942 - Hannelore Elsner, Duits actrice (overleden 2019)
- 1942 - Teddy Pilette, Belgisch autocoureur
- 1943 - Peter Hyams, Amerikaans filmregisseur, scenarioschrijver en cameraman
- 1943 - Mick Jagger, Brits zanger van The Rolling Stones
- 1943 - Herbert Noord, Nederlands hammondorganist (overleden 2022)
- 1943 - Lionel Vandenberghe, Belgisch politicus (overleden 2023)
- 1944 - Ann-Christine Nyström, Fins zangeres (overleden 2022)
- 1944 - Salvatore Samperi, Italiaans filmregisseur (overleden 2009)
- 1945 - Betty Davis, Amerikaans zangeres en model (overleden 2022)
- 1945 - Helen Mirren, Brits actrice
- 1946 - Emilio de Villota, Spaans autocoureur
- 1947 - Enrique Camarena, Mexicaans DEA-agent (overleden 1985)
- 1948 - Tomas Osmeña, Filipijns politicus
- 1949 - Roger Taylor, Brits drummer van Queen
- 1950 - Terry Denton, Australisch illustrator en schrijver
- 1950 - Susan George, Brits actrice
- 1951 - Bernard Challandes, Zwitsers voetballer en voetbaltrainer
- 1953 - Henk Bleker, Nederlands bestuurder, gedeputeerde van de provincie Groningen
- 1953 - Felix Magath, Duits voetbaltrainer
- 1953 - Pjotr Zajev, Russisch bokser (overleden 2014)
- 1954 - Dieudonné LaMothe, Haïtiaans atleet
- 1954 - Vitas Gerulaitis, Amerikaans tennisser (overleden 1994)
- 1955 - Asif Ali Zardari, Pakistaans politicus en president
- 1956 - Dorothy Hamill, Amerikaans kunstschaatsster
- 1956 - Arthur Japin, Nederlands schrijver
- 1956 - Yvonne Timmerman-Buck, Nederlands politica, voorzitter van de Eerste Kamer
- 1956 - Antonio José dos Santos (Toninho Vanusa), Braziliaans voetballer (overleden 2009)
- 1957 - Nick de Firmian, Amerikaans schaker
- 1957 - Yuen Biao, Chinees acteur
- 1958 - Ramona Neubert, Oost-Duits atlete
- 1959 - Henk Scholte, Gronings folkmuzikant en radiopresentator
- 1959 - Kevin Spacey, Amerikaans acteur
- 1961 - Natalia Dik, Russisch schilder
- 1961 - Iolanda Tsjen, Sovjet-Russisch/Russisch atlete
- 1961 - Bart Van Avermaet, Belgisch acteur
- 1962 - Uwe Raab, Duits wielrenner
- 1962 - Galina Tsjistjakova, Sovjet-Russisch/Russisch/Slowaaks atlete
- 1963 - Carolien van Kilsdonk, Nederlands snowboarder
- 1963 - Jouko Vuorela, Fins voetballer
- 1964 - Sandra Bullock, Amerikaans actrice
- 1964 - Anne Provoost, Belgisch auteur
- 1964 -  Danny Woodburn, Amerikaans acteur
- 1965 - Jeremy Piven, Amerikaans acteur
- 1966 - Anna Rita Del Piano, Italiaans actrice
- 1966 - Angelo Di Livio, Italiaans voetballer
- 1966 - Carlo Strijk, Nederlands televisiepresentator, politicus en ondernemer
- 1967 - Weng Sun Mok, Maleisisch autocoureur
- 1967 - Yves Petry, Belgisch filosoof en schrijver
- 1967 - Jason Statham, Brits acteur
- 1967 - Sonya Thomas, Amerikaans sporter
- 1970 - Kristijna Loonen, Nederlands atlete
- 1971 - Mladen Rudonja, Sloveens voetballer
- 1972 - Mark Richardson, Brits atleet
- 1973 - Kate Beckinsale, Brits actrice
- 1974 - Daniel Negreanu, Canadees pokerspeler
- 1975 - Liz Truss, Brits conservatief politica
- 1976 - Darius Labanauskas, Litouws darter
- 1977 - Kelly Pfaff, Belgisch model en mediafiguur, dochter van Jean-Marie Pfaff
- 1977 - Rebecca St. James, Amerikaans christelijk (musical)actrice, schrijfster en zangeres
- 1978 - Kevin Kim, Amerikaans tennisser
- 1978 - Raily Legito, Antilliaans-Nederlands honkballer
- 1978 - Thijs Römer, Nederlands acteur
- 1978 - Tim Wilkinson, Nieuw-Zeelands golfer
- 1979 - Paul Freier, Duits voetballer
- 1980 - Jacinda Ardern, Nieuw-Zeelands politica en premier
- 1980 - Denis Nizjegorodov, Russisch snelwandelaar
- 1982 - Shanna Major, Belgisch atlete
- 1983 - Naomi van As, Nederlands hockeyster
- 1983 - Kelly Clark, Amerikaans snowboardster
- 1983 - Oswaldo Minda, Ecuadoraans voetballer
- 1984 - Kyriakos Ioannou, Grieks-Cypriotisch atleet
- 1984 - Peter Meerveld, Nederlands radio-diskjockey
- 1984 - Sabri Sarıoğlu, Turks voetballer
- 1984 - Cihan Yalcin, Nederlands-Turks voetballer
- 1985 - Gaël Clichy, Frans voetballer
- 1985 - Brice Feillu, Frans wielrenner
- 1986 - LaShawn Merritt, Amerikaans atleet
- 1986 - Leonardo Ulloa, Argentijns voetballer
- 1987 - Kristijan Đurasek, Kroatisch wielrenner
- 1987 - Panagiotis Kone, Grieks voetballer
- 1988 - Arnaud Destatte, Belgisch atleet
- 1989 - Almensh Belete, Ethiopisch-Belgisch atlete
- 1990 - Jean Salumu, Belgisch basketballer
- 1990 - Zeynep Dag, Nederlands schoenenontwerpster
- 1992 - Sanneke Vermeulen, Nederlands paralympisch sportster
- 1993 - Elizabeth Gillies, Amerikaans zangeres en actrice
- 1993 - Danny van Poppel, Nederlands wielrenner
- 1994 - Leon Reid, Iers atleet
- 1994 - Guro Reiten, Noors voetbalster
- 1995 - Alexandru Barba, Roemeens acteur
- 1995 - Etienne Vaessen, Nederlands voetballer
- 1998 - Diana Gomes, Portugees voetbalster
- 1999 - Belén García, Spaans autocoureur
- 1999 - Benedetta Glionna, Italiaans voetbalster
- 1999 - Birk Irving, Amerikaans freestyleskiër
- 2001 - Emma Lawton, Schots voetbalster
- 2002 - Annabel Schasching, Oostenrijks voetbalster
- 2003 - Emma Færge, Deens voetbalster
- 2003 - Can Öncü, Turks motorcoureur
- 2003 - Deniz Öncü, Turks motorcoureur
- 2003 - Cecilía Rán Rúnarsdóttir, IJslands voetbalster
- 2003 - Auður Sveinbjörnsdóttir Scheving, IJslands voetbalster
- 2004 - Dilano van 't Hoff, Nederlands autocoureur (overleden 2023)
- 2006 - Christian Kofane, Kameroens voetballer

## Overleden

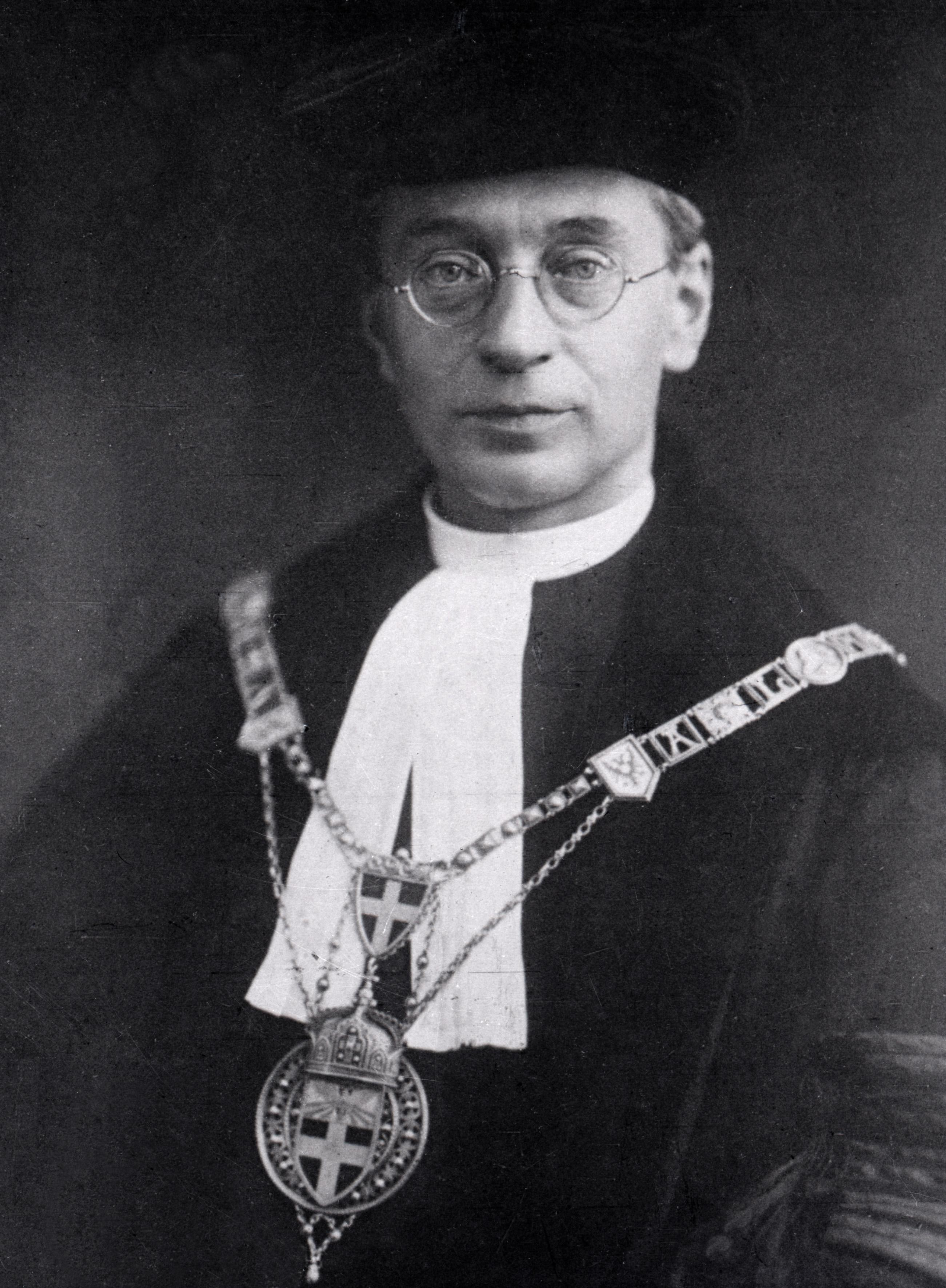
Titus Brandsma
overleden in 1942

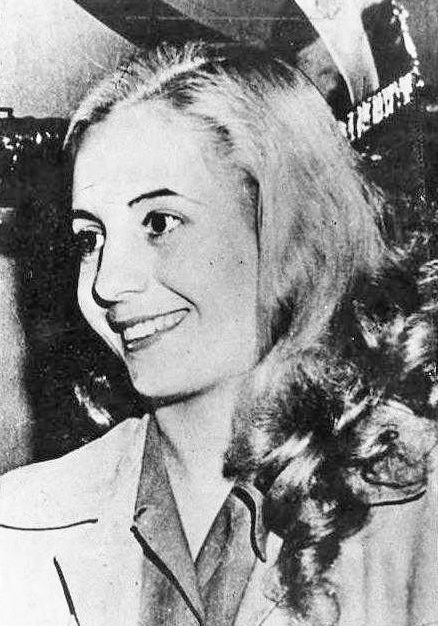
Eva Perón
overleden in 1952

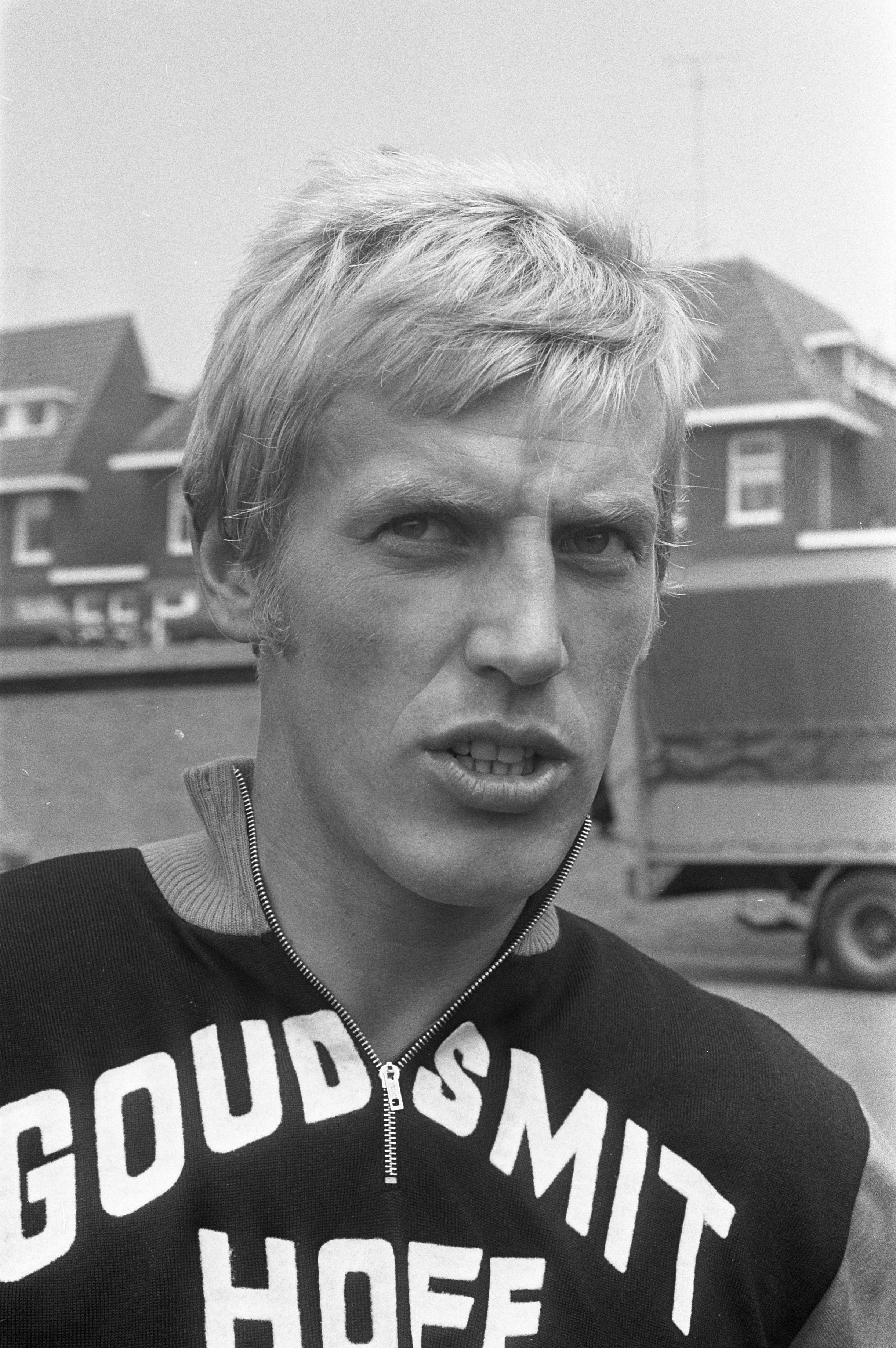
Leo Duyndam
overleden in 1990

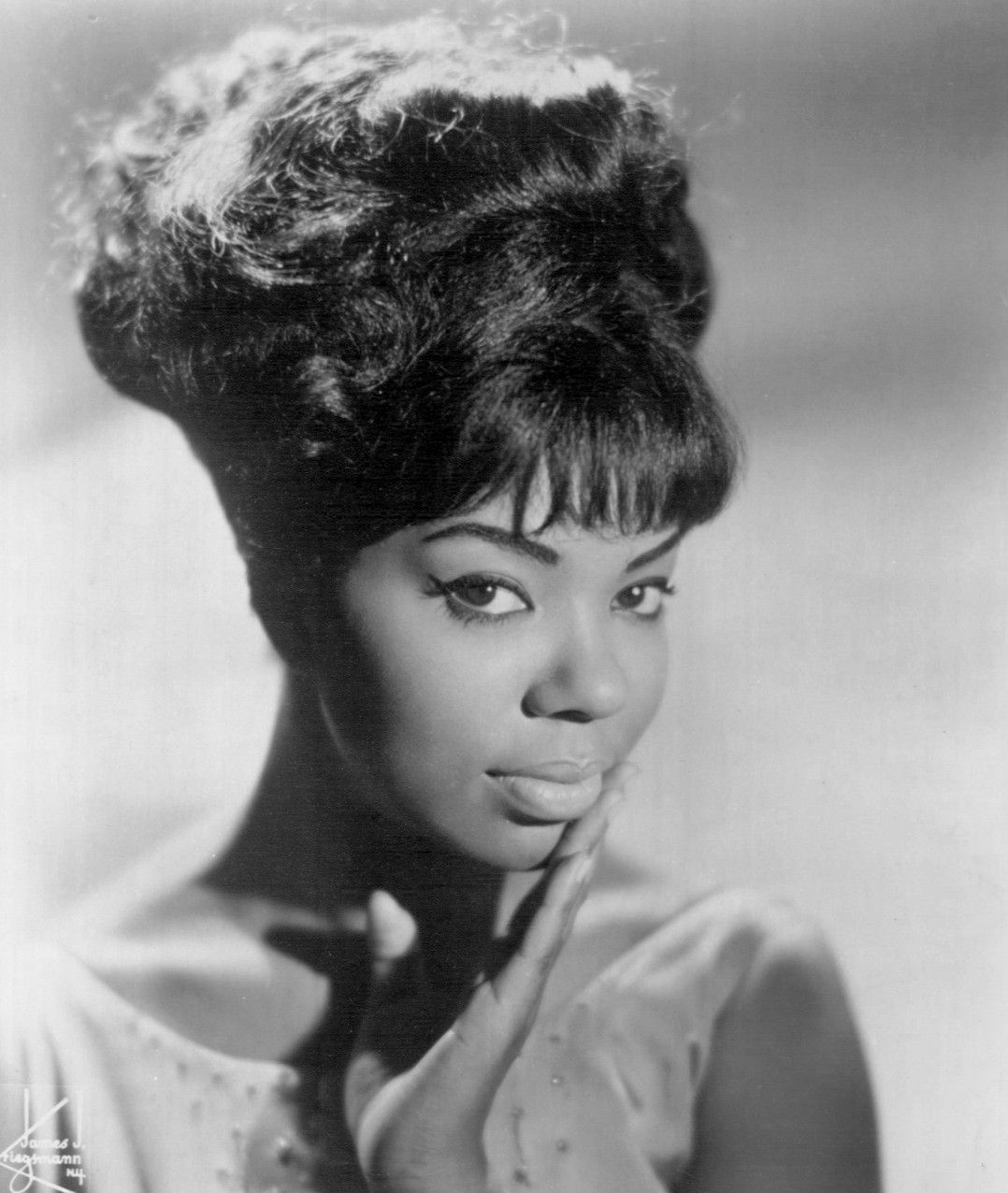
Mary Wells
overleden in 1992

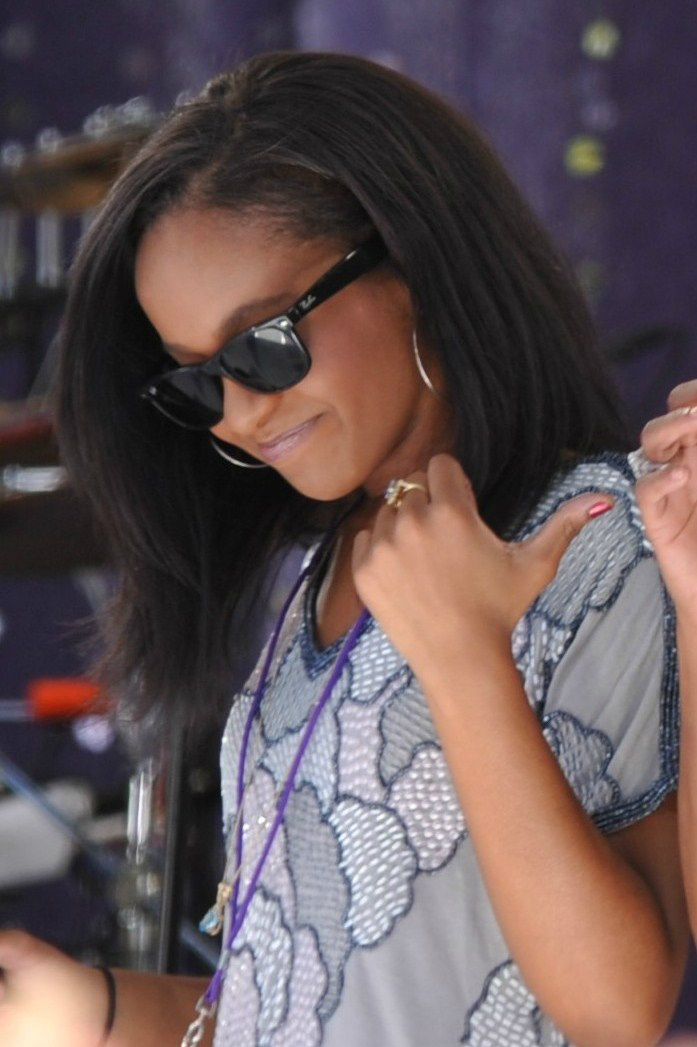
Bobbi Kristina Brown
overleden in 2015

- 1426 - Adolf II van Nassau-Wiesbaden-Idstein (~40), graaf van Nassau-Wiesbaden-Idstein
- 1680 - John Wilmot, Engels dichter
- 1835 - Caspar Reuvens (42), Nederlands hoogleraar in de archeologie (de eerste ter wereld) en eerste directeur van het Rijksmuseum van Oudheden in Leiden
- 1867 - Otto I Frederik Lodewijk (52), eerste koning van Griekenland
- 1889 - Jan Schaap (77), Nederlands burgemeester
- 1918 - Henry Macintosh (26), Schots atleet
- 1924 - Manuel Araullo (71), opperrechter van het hooggerechtshof van de Filipijnen
- 1924 - William Robert Ogilvie-Grant (61), Schots ornitholoog
- 1941 - Josephine Siebe (71), Duits schrijfster
- 1942 - Titus Brandsma (61), Nederlands pater en verzetsstrijder
- 1946 - Aleksandr Vvedenski (56), Russisch geestelijke
- 1950 - Hans Lodeizen (26), Nederlands dichter
- 1951 - James Mitchell (85), Australisch politicus
- 1952 - Eva Perón (33), Argentijns politica
- 1964 - Earl Howe (80), Brits autocoureur en lid van het Lagerhuis
- 1965 - Johnny Roberts (41), Amerikaans autocoureur
- 1967 - Matthijs Vermeulen (79), Nederlands componist en muziekcriticus
- 1970 - Claud Allister (81), Brits acteur
- 1971 - Diane Arbus (48), Amerikaans fotografe
- 1981 - Marina Schapers (43), Nederlands actrice
- 1984 - George Gallup (82), Amerikaans statisticus en opinie-onderzoeker
- 1986 - William Averell Harriman (94), Amerikaans politicus
- 1986 - Dominique Mbonyumutwa (65), president van Rwanda
- 1990 - Leo Duyndam (42), Nederlands wielrenner
- 1990 - Brent Mydland (37), Amerikaans muzikant
- 1990 - Giorgio Scarlatti (68), Italiaans autocoureur
- 1992 - Mary Wells (49), Amerikaans zangeres
- 1994 - Herman Lodewijk Breen (79), Nederlands burgemeester
- 1995 - Jaime Mora y Aragón (70), Spaans filmacteur, broer van koningin Fabiola en societyfiguur
- 1997 - Rolf Julin (79), Zweeds waterpolospeler
- 1997 - Kunihiko Kodaira (82), Japans wiskundige
- 2001 - Ria Joy (Maria Laarman) (77), Nederlands jazzzangeres
- 2001 - Giuseppe Maria Sensi (94), Italiaans curiekardinaal
- 2002 - Tony Anholt (61), Brits televisieacteur[6]
- 2002 - Luc Philips (87), Belgisch acteur en regisseur
- 2002 - André Roosenburg (78), Nederlands voetballer
- 2009 - Merce Cunningham (90), Amerikaans choreograaf
- 2010 - Ben Keith (73), Amerikaans muzikant en muziekproducent
- 2010 - Mićun Jovanić (52), Kroatisch voetballer en voetbaltrainer
- 2011 - Gerhard Kapl (64), Oostenrijks voetbalscheidsrechter
- 2012 - Lupe Ontiveros (69), Amerikaans actrice
- 2013 - J.J. Cale (74), Amerikaans singer-songwriter en gitarist
- 2013 - Raoul Stuyck (68), Belgisch ondernemer
- 2014 - Marcel van Jole (97), Belgisch kunstcriticus en tentoonstellingsmaker
- 2014 - Sergej Prokofjev (60), Russisch antroposoof
- 2014 - Roland Verhavert (87), Belgisch filmregisseur
- 2015 - Bobbi Kristina Brown (22), Amerikaans zangeres, actrice en televisiepersoonlijkheid, dochter van Whitney Houston
- 2015 - Guido Horckmans (73), Belgisch acteur
- 2015 - Peter Mangelmans (75), Nederlands burgemeester
- 2016 - Jacques Hamel (85), Frans priester
- 2017 - Leo Kinnunen (73), Fins autocoureur
- 2018 - Adem Demaçi (82), Kosovaars schrijver en politiek activist
- 2018 - Aloyzas Kveinys (56), Litouws schaakgrootmeester
- 2018 - Anne Vermeer (101), Nederlands politicus en burgemeester
- 2019 - Bryan Magee (89), Brits politicus, filosoof en schrijver
- 2019 - Jaime Lucas Ortega y Alamino (82), Cubaans kardinaal
- 2019 - Russi Taylor (75), Amerikaans stemactrice
- 2020 - Olivia de Havilland (104), Brits-Amerikaans actrice
- 2020 - Dick Klaverdijk (73), Nederlands burgemeester
- 2020 - Guy Lutgen (84), Belgisch politicus
- 2021 - Mike Enzi (77), Amerikaans politicus
- 2021 - Michel Van Dousselaere (73), Belgisch acteur en regisseur
- 2021 - Joey Jordison (46), Amerikaans drummer
- 2021 - Hero Muller (83), Nederlands acteur
- 2022 - Daniël Cardon de Lichtbuer (91), Belgisch ambtenaar en bankier
- 2022 - Bruno Foresti (99), Italiaans bisschop
- 2022 - Sy Johnson (92), Amerikaans jazzpianist en arrangeur
- 2022 - James Lovelock (103), Brits wetenschapper en onderzoeker
- 2022 - Uri Orlev (Jerzy Orłowski) (91), Pools-Israëlisch kinderboekenschrijver
- 2022 - Felix Thijssen (88), Nederlands schrijver
- 2023 - Randy Meisner (77), Amerikaans zanger en basgitarist van de rockband Eagles
- 2023 - Victor Vroom (90), Canadees hoogleraar
- 2023 - Martin Walser (96), Duits roman- en toneelschrijver
- 2024 - Jacques d'Ancona (86), Nederlands journalist
- 2024 - Frits Goldschmeding (90), Nederlands ondernemer
- 2024 - Guido Metsers (83), Nederlands schilder en beeldhouwer
- 2024 - Jo Toennaer (90), Nederlands voetballer
- 2025 - Godfried van Benthem van den Bergh (88), Nederlands publicist en socioloog
- 2025- Tom Lehrer (97), Amerikaans satirisch singer-songwriter en wiskundige
- 2025 - Lutz Mommartz (91), Duits filmmaker en -producer
- 2025 - Dick Schneider (77), Nederlands voetballer

## Viering/herdenking
- Rooms-katholieke kalender:

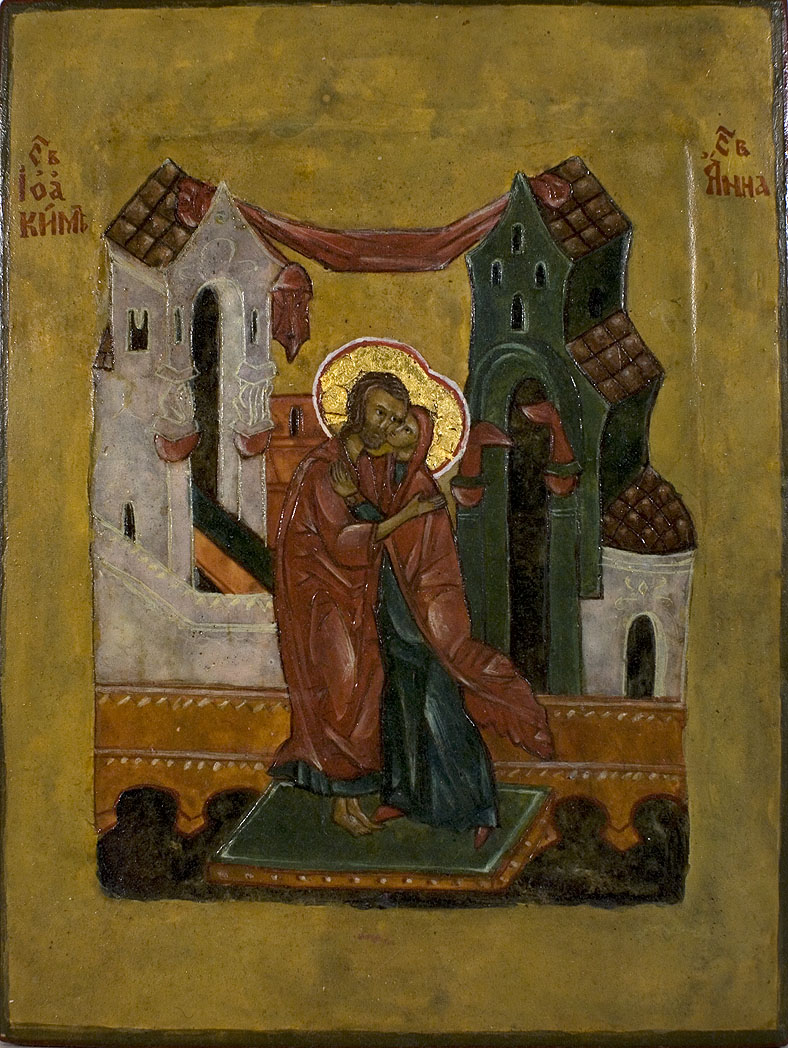
Joachim en Anna

  - Heiligen Joachim en Anna († 1e eeuw), Gedachtenis, patrones v/d huismoeders, patroons van de senioren en daarom in sommige katholieke landen Grootouderdag
  - Heilige Bartholomea Capitanio († 1836)
  - Heilige Parasceva van Rome († c. 180)
  - Heilige Christiana van Dikkelvenne († 8e eeuw), Gedachtenis (in Vlaamse bisdommen)
  - Heilige George Preca († 1962)
- Cuba (land): Herdenking van de Cubaanse Revolutie
- Liberia: Onafhankelijkheidsdag
- UNESCO: Wereld Mangrove Dag

## Weerextremen

### Nederland
| | Officiële records | Officiële records | Officiële records |      | Landelijke records | Landelijke records | Landelijke records |
| Gebeurtenis | Jaar              | Extreem           | Locatie           | Jaar | Extreem            | Locatie            |                    |
| --- | ----------------- | ----------------- | ----------------- | ---- | ------------------ | ------------------ | ------------------ |
| Laagste etmaalgemiddelde temperatuur (°C) | 1919              | 12,3              | De Bilt           |      | 1987               | 11,2               | Maastricht         |
| Hoogste etmaalgemiddelde temperatuur (°C) | 2019              | 28,8              | De Bilt           |      | 2019               | 30,4               | Hupsel             |
| Laagste minimumtemperatuur (°C) | 1922              | 5,8               | De Bilt           |      | 1963               | 5,1                | Deelen             |
| Hoogste minimumtemperatuur (°C) | 2019              | 22,3              | De Bilt           |      | 2019               | 23,1               | Twenthe            |
| Laagste maximumtemperatuur (°C) | 1910              | 14,0              | De Bilt           |      | 1919               | 13,5               | De Kooy            |
| Hoogste maximumtemperatuur (°C) | 2019              | 37,2              | De Bilt           |      | 2019               | 40,1               | Volkel             |
| Hoogste uurgemiddelde windsnelheid (m/s) | 1920              | 12,3              | De Bilt           |      | 1914, 1920         | 19,5               | Vlissingen         |
| Hoogste windstoot (m/s) | 1961              | 18,0              | De Bilt           |      | 1987               | 29,3               | Huibertgat         |
| Langste zonneschijnduur (uur) | 1955              | 14,2              | De Bilt           |      | 2019               | 15,0               | De Kooy            |
| Langste neerslagduur (uur) | 1954              | 13,3              | De Bilt           |      | 1988               | 14,3               | Eindhoven          |
| Hoogste etmaalsom van de neerslag (mm) | 1962              | 28,3              | De Bilt           |      | 2008               | 42,1               | Leeuwarden         |
| Laagste etmaalgemiddelde relatieve vochtigheid (%) | 2019              | 50                | De Bilt           |      | 2019               | 37                 | Hupsel, Twenthe    |
| Laagste uurwaarde luchtdruk op zeeniveau (hPa) | 1954              | 998,9             | De Bilt           |      | 1914               | 996,0              | De Kooy            |
| Hoogste uurwaarde luchtdruk op zeeniveau (hPa) | 1963              | 1031,5            | De Bilt           |      | 1963               | 1032,2             | Valkenburg ZH      |
| Officiële records worden altijd gemeten op het KNMI-weerstation in De Bilt. Landelijke records kunnen worden gemeten op elk officieel KNMI-weerstation in Nederland. |                   |                   |                   |      |                    |                    |                    |

 Uitzonderlijke gebeurtenissen 
- 1941 - Laatste officiële zomerse dag van het jaar (maximumtemperatuur ≥ 25 °C in De Bilt)
- 1962 - Officieel hoogste minimumtemperatuur in °C van het jaar gemeten in De Bilt: 15,8
- 1980 - Officieel hoogste minimumtemperatuur in °C van het jaar gemeten in De Bilt: 17,2
- 2006 - Laatste officiële tropische dag van het jaar (maximumtemperatuur ≥ 30 °C in De Bilt)
- 2019 - Officieel hoogste minimumtemperatuur in °C van het jaar gemeten in De Bilt: 22,3
- 2019 - Voor de tweede dag in de geschiedenis wordt in Nederland een temperatuur boven 40 °C gemeten. In Volkel wordt het 40,1 °C.

### België
Dagrecords
- 1987 - Laagste etmaalgemiddelde temperatuur 11,2 °C
- 2006 - Hoogste etmaalgemiddelde temperatuur 27,3 °C
- 1987 - Laagste minimumtemperatuur 6,9 °C
- 2018 - Hoogste maximumtemperatuur 35,4 °C
- 1881 - Hoogste etmaalsom van de neerslag 29,5 mm

Uitzonderlijke gebeurtenissen
- 1902 - Tornado veroorzaakt schade in de streek rond Fraire (Walcourt).

<< · 1 · 2 · 3 · 4 · 5 · 6 · 7 · 8 · 9 · 10 · 11 · 12 · 13 · 14 · 15 · 16 · 17 · 18 · 19 · 20 · 21 · 22 · 23 · 24 · 25 · 26 · 27 · 28 · 29 · 30 · 31 · >>